# えぼしリゾート
みやぎ蔵王えぼしリゾート（みやぎざおうえぼしリゾート、英語:EBOSHI Resort）は、宮城県刈田郡蔵王町にあるスキー場。運営会社は宮城蔵王観光株式会社。

## 概要
冬は宮城県を代表するスキー場の一つとして知られる。冬以外でも夏のトレッキングや秋の紅葉観賞や芋煮会等、1年を通して利用することができる。春にはスイセンの花が咲き誇る。

## ゲレンデ
宮城県では最大の規模のゲレンデである。スノーボードも利用可能。スキーやスノーボードのスクールも行っている。
- コース
  - ダイナミックコース（初級・中級・上級）4,300m
  - チャレンジコース（上級）700m
  - かもしかコース（中級・上級）800m
  - 石子ゲレンデ（初級・中級）500m
  - マイペースコース（初級・中級）800m
  - パノラマコース（初級・中級）800m
  - ジャンボコース（初級・中級）1,500m
  - ファミリーゲレンデ（初級）1,300m
  - 高原ゲレンデ（初級・中級）1,000m
  - ネイチャーパーク（上級）650m
- リフト
  - ゴンドラリフト（コンドラ）2,000m
  - ジャンボリフト（ペア）1,350m
  - クワッドリフト（クワッド）850m
  - 石子第1リフト（ペア）650m
  - 石子第2リフト（ペア）450m
  - かもしかリフト（ペア）1,050m
  - ダイナミック第1リフト（ペア）850m
  - ダイナミック第2リフト（ペア）700m

## アクセス
- 自動車
  - 遠刈田温泉から約10分。
  - JR仙台駅から約60分。
  - JR白石蔵王駅から約40分。
  - 仙台空港から約60分。
  - 東北自動車道村田ICから約30分。
  - 東北自動車道白石ICから約30分。
- バス
  - スキーシーズンにおいてJR仙台駅東口と仙台市地下鉄南北線長町南駅から予約制の直行スキーバス「しろくま号」が運行している。
  - スキーシーズンの土・日・祝日・年末年始間においてございんホールと遠刈田温泉観光案内所前から無料のスキーシャトルバスが運行している。